# Valamara
Valamara (albansk: Mali i Valamarës; aromunsk: Valea Mari) er et markant bjerg i det centrale bjergkæde i det sydøstlige Albanien. Bjerget er en del af en række bjerge, der strækker sig fra nord-nordøst til syd-sydvest mellem dalene til floderne Shkumbin i nord og Devoll i syd. Den er blandt de toppe med størst primærfaktor på det europæiske kontinent
Der er et vidnesbyrd om tidligere istid i de højeste dele af bjergene, da gletsjere dækkede bjergene og skabte dens cirque-formede søer og fordybninger. Der er mindst otte gletsjersøer over bjergkæden. På østsiden af bjerget har flere floder deres udspring, blandt dem Shkumbin der er den tredje længste flod i landet. De vestlige og sydlige kanter af bjerget afvander til Devoll, som har dannet en dyb kløft mellem bjergene.
Nær Valamaras hovedryg er der meget få træer, mens de nedre skråninger er skovklædte. Mod syd er der mange gletsjersøer. Der er observeret brune bjørne i bjergområdet. 

## Byer og landsbyer
- Lenie
- Pogradec
- Strelcë
- Grabovë e Poshtme
- Grabovë e Sipërme (Grabova)
- Bicaj

## Nogle toppe på Valamarabjerget
- Maja e Valamarës (2373 m)
- Maja e Gurit të Topit (2120 m)
- Mali i Lenies (2012 m)